# 蜂群崩溃失调病
蜂群崩溃失调病，或稱蜂群衰竭失调病，是指大批蜂巢內的工蜂突然消失，只剩下蜂王、卵、一些未成年的工蜂和大量蜜粉残留于巢内的情況。

## 歷史
文獻上，最早在1869年開始，有文獻記載類似現象。
1906年，在英國出現了類似現象。
從1971年至2006年，美國野生蜜蜂的數目大幅減少（至今差不多完全消失），而養殖場的蜂群數量亦不斷減少。減少的原因包括有郊區城市化、殺蟲劑、蟲害以及蜜蜂養殖場的減少。然而，2006年末至2007年初，蜂群的減少幅度突然增快，致使學者使用「蜂群崩壞症候群」一名以表述蜂群大幅減少的不正常現象。

## 症狀
以下條件用以介定一個受CCD影響的蜂群：
- 蜂巢內完全沒有任何成熟的蜜蜂，蜂巢內只有少量或完全沒有蜜蜂屍骸；
- 蜂巢內有蜜蜂的幼蟲；工蜂甚少，遺下幼蟲於巢內不顧；
- 蜂巢內有蜂蜜及花粉積存，積存的食物並無受其他蜂類盜竊，亦沒有因蟲害而腐壞。

引致蜂巢最後崩潰的前因包括：
- 沒有足夠的工蜂照顧蜜蜂幼蟲；
- 剩餘的工蜂以剛成熟的工蜂為主；
- 蜂后仍然存在於巢內；
- 剩餘巢內的蜜蜂停止製造蜂蜜、蛋白質補充物等飼料。

## 別名
美国是第一個制訂CCD症狀標準的國家。在此以前世界各地均發現有類似CCD的個案，並且冠以不同的名稱，包括：
- Mary Celeste
- Disappearing disease
- Spring dwindle
- May disease
- Autumn collapse
- Fall dwindle disease

## 影响

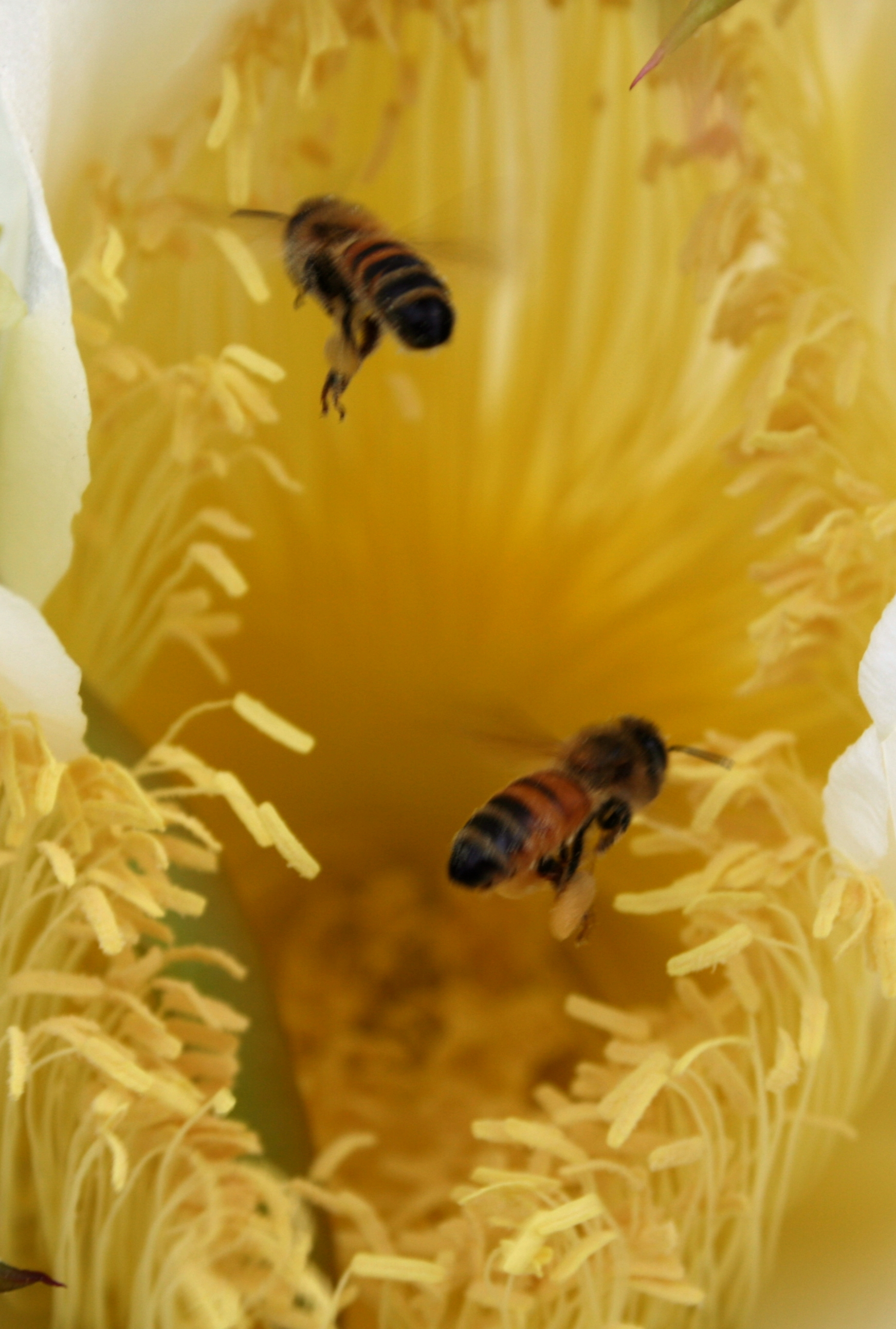
正在採集花粉的蜜蜂

因為蜜蜂每天都會勤勞的傳播花粉，單是英國，每年就有價值1.2億至2億農作物和草料是依賴蜜蜂傳播花粉以繁殖下一代，因此當大批蜜蜂失蹤後，農作物和草料就失去傳播花粉的途徑，長此下去農作物和草料都會無法生長，以草料為食糧的家畜都會因而滅絕，農作物亦會減產，最後會出現大規模的食物短缺。
過去，中国四川省南部的蜜蜂因過度使用農藥而絕跡，令致當地的種梨業大受影響。現今，當地種植梨的農夫需要透過人手方式傳播花粉，令農產品的種植成本大大提高：過去一個蜂巢的蜜蜂每天可以傳播花粉予上百萬花朶；現今沒有蜜蜂，每天需要動用上百人手才能令數十棵梨樹受粉。隨著農村人口遷移至城市，人工傳播花粉的成本將會變得越來越高，有可能逼使農戶放棄農業。
在美国，約有三分一以上的農作物需要依賴蜜蜂授粉才可能結出果實，當中包括：杏仁、桃、大豆、蘋果、啤梨、櫻桃、紅苺、草莓、各種瓜類等。為使農作物能在短時間內授粉，農戶會向個別養蜂場租借蜜蜂，在租賃期內把養蜂箱置於栽植場內，借助蜜蜂使農作物受粉。由於現時養蜂業受到CCD影響，直接減少農作物受粉的機會，美國本土農業生產量有可能受到嚴重的影響。為填補消失的蜂群，美國近年需要進口來自澳洲的養蜂飼養。現時美國正密切注意養飼蜜蜂的情況，如果蜜蜂失踪的情況持續，所有蜜蜂有可能於2035年完全絕跡。

## 受影響的地區
美国是第一個制訂CCD症狀的國家，在該國受CCD影響的地區包括：喬治亞州、賓夕法尼亞州、威斯康辛州、加利福尼亞州及奧克拉荷馬州。美國24個州以及部份加拿大地區最少曾發生最少一次CCD個案。現時估計有約25%養飼的蜂群於2006至2007年間消失；在加拿大魁北克省則估計有約40%的蜂群消失。
印度、巴西以及部份歐洲地區亦曾發現有CCD個案。至從90年代開始，法國、比利時、意大利、德國、瑞士、西班牙、希臘、波蘭及荷蘭均有蜂群失踪的個案，但未必與CCD有關連。奧地利及英國亦曾發現有類似個案。
然而，由於這些個案甚少有詳盡的記錄，以上地區發生的蜂群失踪個案至今都未能確定是否與CCD有關連。例如，德國是發現首批CCD個案的歐洲國家，根據該國養蜂業人士的報導，約有40%的蜂群死亡，但至今卻無具科學性質研究的確定；2007年五月初，德國的傳媒曾報導該國仍未有確定的CCD個案發生。

## 成因
CCD的成因至今不明，但有研究指出CCD可能與以色列急性麻痺病毒（；）有關。其他曾經提出導致CCD的因素包括：營養不良、蟲害、農藥病原體、免疫力不足、蜂蟹蟎、真菌感染、基因改造農作物、飼養蜜蜂的方法（如使用抗生素，或把養蜂蜂巢遠距離遷移）、氣候變遷、電磁波輻射等。至今仍未清楚CCD是否單一成因引起或是由多個成因組合引起，亦未能確定CCD是否一個新的自然現象，還是一個過去曾出現但影響不顯著的現象。

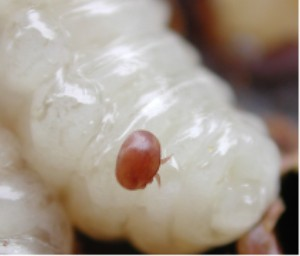
一隻在蜜蜂幼蟲上的瓦蟎

### 寄生虫
三藩市州立大學生物系教授克費爾尼克發現原因可能是蜂群受到寄生蟲蚤蠅感染，干擾牠們的生理時鐘、方向感及行為，令牠們集體飛離蜂巢，飛到有燈光的地方聚集死亡。

### 營養不良論
根據賓州研究人員的調查表示，蜂群出現CCD前，都曾受到外來壓力的影響，一般以營養不良及/或受乾旱影響最為常見。至今，這個因素是所有CCD個案所共有的情況。因此，CCD明顯地與營養不足的蜂群有關聯，而未必會出現於健康、營養充足的蜂群。
個別研究者認為CCD與以玉米糖液（High fructose corn syrup）餵飼養蜂有關。糖液用以補足蜂群冬天期間的糧食。歐洲的研究指出CCD可能與製造糖液的基因改造玉米有關。若果糖液是CCD唯一的成因，CCD應只侷限於冬季發生。然而，不少CCD個案亦在不同的情況下發生，包括沒有使用糖液餵飼養蜂的情況。
另外，不少農民都依賴養飼的蜜蜂傳播花粉。由於農民種植的果實種類單一，導致養飼的蜜蜂只能以某一兩種農作物的花粉作為主要食糧，間接造成蜜蜂營養不良。

### 抗生素及殺蟎劑
不少發生CCD的養蜂場都有對養蜂使用不同的抗生素及殺蟎劑，因此難以斷定引發CCD的化學物劑；部份以有機方式飼養蜜蜂的人士指出，縱使他們附近的非有機養蜂場發生CCD，他們並無受到CCD的影響。

### 病毒感染
美國陸軍「艾奇伍德化學生物中心」和蒙大拿大學、蒙大拿州立大學合作的研究指出，出現CCD症狀的蜂巢都感染昆蟲虹彩病毒（insect iridescent virus）和蜜蜂微孢子蟲（Nosema ceranae），沒有CCD症狀的蜂巢則沒有這兩種病原體蹤跡；而且，這兩種病菌無法單獨造成巨大殺傷力，但當兩者聯手攻擊蜂巢時，致命性可達百分之百。

### 農藥
許多國家的研究機構經過採樣分析與藥物試驗後紛紛將疑點指向菸鹼類的新型農藥如益達胺（imidacloprid）及可尼丁（clothianidin）等，這種類尼古丁農藥（Neonicotinoid insectide）對人類很安全，對昆蟲也很有效，但會嚴重影響蜜蜂的記憶，使蜜蜂回不了蜂巢。這類農藥施用後經植物的根、葉吸收而分佈整株植物，使整株植物都有防蟲的效果，當然也會進入花粉，蜜蜂採集花粉回巢餵給幼蟲吃，使下一代的工蜂深受其害，其表現的症狀完全符合CCD的描述。
「反拜耳危害聯盟」（Coalition against Bayer Danger）已於2008年採取法律行動，向德國弗來堡檢察官提出指控，控訴拜耳作物科學公司（Bayer CropScience）「行銷危險的殺蟲劑，導致全球蜜蜂大量死亡」。聯盟與德國的蜂農一起提出指控，他們認為2008年5月所損失的數千蜂巢，是受到拜耳「可尼丁」（clothianidin）殺蟲劑的毒害。
拜耳從1991年開始生產「益達胺」（imidacloprid）殺蟲劑，這是全世界銷售最佳的農藥之一，通常在播種前施用在玉米、向日葵和油菜的種籽上。拜耳出口益達胺到120個以上的國家，是拜耳最暢銷的殺蟲劑。2014年，台大昆蟲系教授楊恩誠研究團隊證實，益達胺會造成工蜂中毒，無力回巢。只要受到10ppb低劑量汙染，幼蜂會喪失學習記憶能力，日後採蜜無法回巢。

## 研究組織

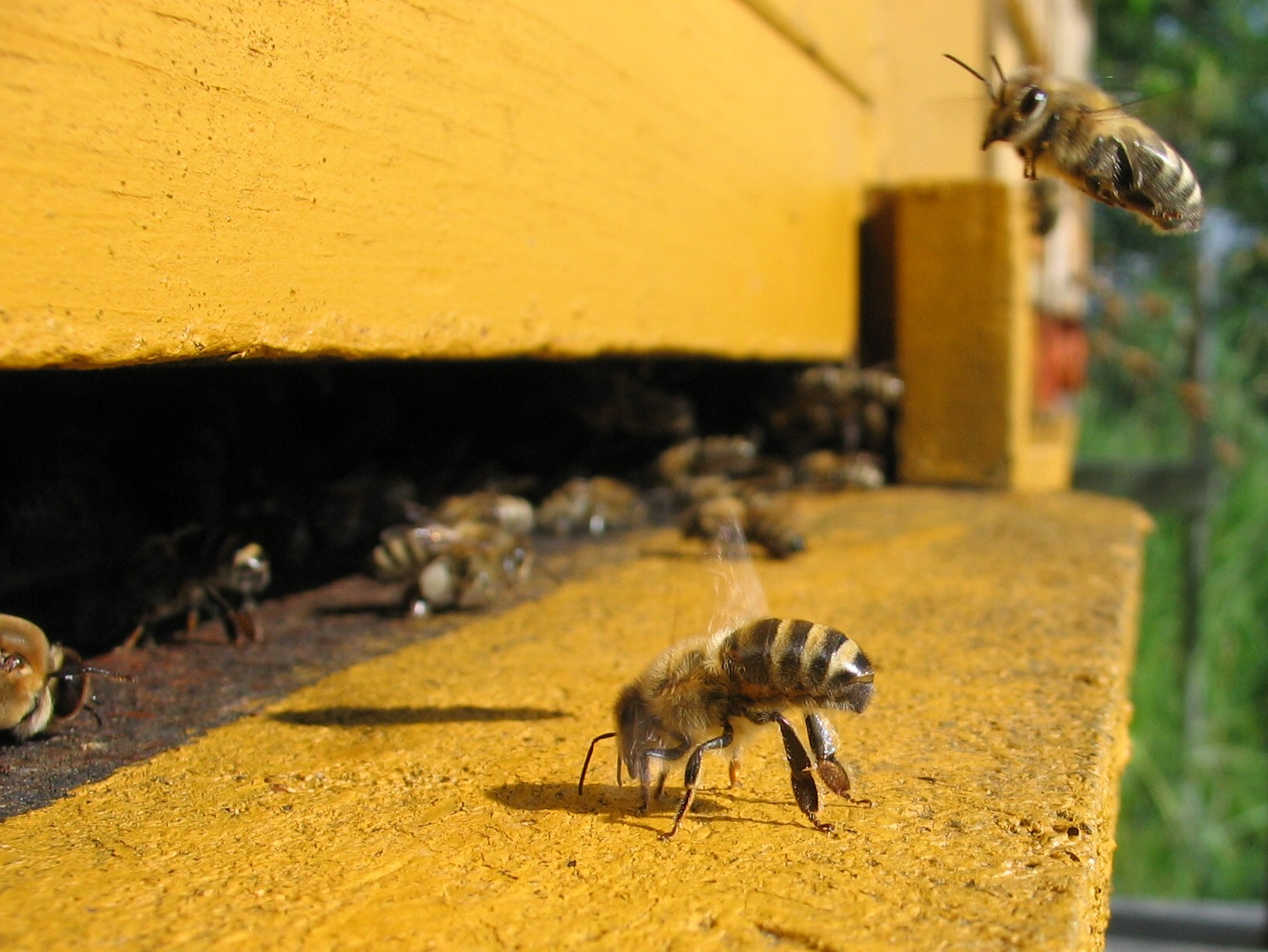
蜜蜂養殖場內進出養蜂箱的蜜蜂

現時有關CCD的消息及研究，主要來至賓夕法尼亞州立大學的Colony Collapse Disorder Working Group。該組織曾於2007年六月發表有關CCD成因的種種可能因素及理論，但並無為CCD訂定一個客觀性的定論。
2007年七月，美國農業部發表「CCD行動計劃」，針對CCD危機訂定四個主要應對策略：
1. 普查及搜集有關CCD的資料；
2. CCD樣本分析；
3. 以假設為本的研究方向；
4. 作出紓解及預防的行動。

至今(2007年末)學者仍未有CCD意見及成因的共識。美國昆蟲學會將於2007年12月11日美國加州聖地牙哥舉辦針對CCD的國家研討會，題為"Colony Collapse Disorder in Honey Bees: Insight into Status, Potential Causes and Preventive Measures"，但至今並無任何對CCD研究的突破性的發展。
2009年，華盛頓州立大學解開了蜂群消失的秘密：
- 農藥：該校昆蟲學教授謝波德（Steve Sheppard）表示，在美國農業部提供的蜂巢中，他發現了高濃度的農藥殘留。
- 以及一種依附、寄生在蜂巢中，稱為「東方蜂微粒子蟲」（Nosema ceranae）微孢子蟲病的病原體。

### 外部連結
- PBS Nature - Silence of the Bees ─ PBS製作有關CCD的紀錄片（页面存档备份，存于）
- 明報新聞網 ─ 少了嗡嗡嗡 雪糕或停產Haagen-Dazs警告 材料不足雪糕或加價（页面存档备份，存于）
- 明報新聞網 ─ 美野生蜜蜂近完全「蒸發」（页面存档备份，存于）
- 明報新聞網 ─ 巢外死去 原因不明
- 環境資訊中心－科學家揭開蜂群消失之謎（页面存档备份，存于）